# Mexikói aguti
A mexikói aguti (Dasyprocta mexicana) az emlősök (Mammalia) osztályának rágcsálók (Rodentia) rendjébe, ezen belül az agutifélék (Dasyproctidae) családjába tartozó faj.

## Előfordulása
Mexikó endemikus emlősfaja, csupán az ország déli államaiban találhatjuk meg. Betelepített állományát Kubában is megtalálhatjuk.
A síkvidéki örökzöld erdők lakója.

## Életmódja
Táplálékát gyümölcsök, magvak és új hajtások teszik ki. Egyedül vagy párban figyelhető meg. Egy pár területe 1-2 hektár.

## Természetvédelmi állapota
Az IUCN a súlyosan veszélyeztetett kategóriába sorolja. Az élőhely elvesztése a legsúlyosabb probléma.